# 梅格斯縣 (俄亥俄州)
梅格斯县（英語：Meigs County）是美國俄亥俄州東南部的一個縣，東隔俄亥俄河與西維吉尼亞州相望。面積1,120平方公里。根據美國2000年人口普查，共有人口23,072人。縣治波默羅伊 (Pomeroy)。
成立於1819年1月21日。縣名紀念曾任參議員、州長、郵政部長的小梅格斯 (Return Jonathan Meigs, Jr. )。